# Везе (коммуна)
Везе́ (фр. Vezet) — коммуна во Франции, находится в регионе Франш-Конте. Департамент — Верхняя Сона. Входит в состав кантона Жи. Округ коммуны — Везуль.
Код INSEE коммуны — 70551.

## География
Коммуна расположена приблизительно в 300 км к юго-востоку от Парижа, в 35 км севернее Безансона, в 23 км к юго-западу от Везуля.
По территории коммуны протекает река Ромен. Около половины территории коммуны занято лесами.

## Население
Население коммуны на 2010 год составляло 189 человек.
| 1962 | 1968 | 1975 | 1982 | 1990 | 1999 | 2010 |
| ---- | ---- | ---- | ---- | ---- | ---- | ---- |
| 225  | 182  | 187  | 146  | 138  | 161  | 189  |

## Администрация
| Период | Период | Фамилия       | Партия | Примечания |
| ------ | ------ | ------------- | ------ | ---------- |
| 2001   | 2008   | Ришар Ноэль   |        |            |
| 2008   | 2014   | Ален Франшкен |        |            |

## Экономика
В 2010 году среди 112 человек трудоспособного возраста (15—64 лет) 81 были экономически активными, 31 — неактивными (показатель активности — 72,3 %, в 1999 году было 70,2 %). Из 81 активных жителей работали 71 человек (39 мужчин и 32 женщины), безработными было 10 (3 мужчины и 7 женщин). Среди 31 неактивных 13 человек были учениками или студентами, 5 — пенсионерами, 13 были неактивными по другим причинам.

## Достопримечательности
- Церковь Рождества Пресвятой Богородицы (1785 год). Исторический памятник с 2009 года[3]